# Oak Hill (Ohio)
Oak Hill – wieś w Stanach Zjednoczonych, w stanie Ohio, w hrabstwie Jackson. Według danych z 2018 r, mieszkało tam 1517 osób.